# 森夫滕巴赫
森夫滕巴赫是奥地利上奥地利州因克赖斯地区里德县的一个市镇。总面积10平方公里，总人口744人，人口密度74.4人/平方公里（2005年）。